# ولسوالی شیخ‌علی
شیخ‌علی یکی از ولسوالی‌های هزاره‌نشین در ولایت پروان، به مرکزیت شهر شیخ‌جنگل واقع در شمال خاوری افغانستان است که ۸۵۹ کیلومترمربع مساحت دارد و جمعیت آن حدود ۲۷٬۹۰۱ نفر می‌باشد.
ولسوالی شیخ‌علی از جنوب با ولسوالی سرخ پارسا، از شرق با ولسوالی غوربند، از غرب با ولایت بامیان و از شمال با ولایت بغلان هم‌مرز است.

## مردم
باشندگان شیخ‌علی را مردم هزاره تشکیل می‌دهند. هزاره‌های شیخ‌علی عمدتاً از چهار قبیله بزرگ مانند دایکلان، نایمان، قرلق و کرم‌علی تشکیل یافته‌اند.

## افراد مشهور
از افراد معروف که خالصانه و بدون طلب شهرت و قدرت در راه خدا جهاد نموده، بوستان‌علی مشهور به بابه بوستان است که در طول ۱۴ سال جهاد علیه شوروی خدمت نموده است و همچنین پسر ایشان به‌نام قومندان غلام سخی نیز در طول جنگ علیه شوروی جهاد نموده است.
در جریان جهاد و مقاومت مردم افغانستان به ویژه مردم شیخ‌علی، حاجی‌نادر، محب‌علی رضایی، سید ابوالحسن عادلی، رجب گوهری، حاجی رئیس، مستری علی‌مردان حاجی شیخ غلام‌حیدر، انجنیر عبدالمجید مجدود، الحاج سخیداد بابری و آغای رزم‌جو نیز خدمات شایسته و شایان به مردم نمودند. و شهید دلیر رجب گوهری در دوران شوروی شهید شد.
از دیگر افراد مشهور، زادهٔ ولسوالی شیخ‌علی می‌توان از الحاج سناتور خادم‌حسین خدایار، فرقهٔ مشر عیسی‌خان، حاجی عبدالحسین، دگروال خیرالله خان، الحاج ناظر حسین خیرخواه، غلام‌علی رسا و عیسی‌خان غوربندی. یکی از افراد جهادی در این ولسوالی انجنیر محمد ضمیر رزمیوش می‌باشد.

## اقتصاد
بیش‌تر مردم این ولسوالی به باغبانی و دهقانی مشغول بوده و از سیب، زردآلو و بادام به عنوان محصولات مهم این ولسوالی می‌توان نام برد. سیب شیخ‌علی بسیار مرغوب و پسندیده است که توجه بسیاری از مردم را بسوی خود جلب نموده است.
همه ساله فرهنگیان شیخ‌علی یک روز را منسوب به میله گل سیب نموده و تجلیل می‌کنند.

## جغرافیا

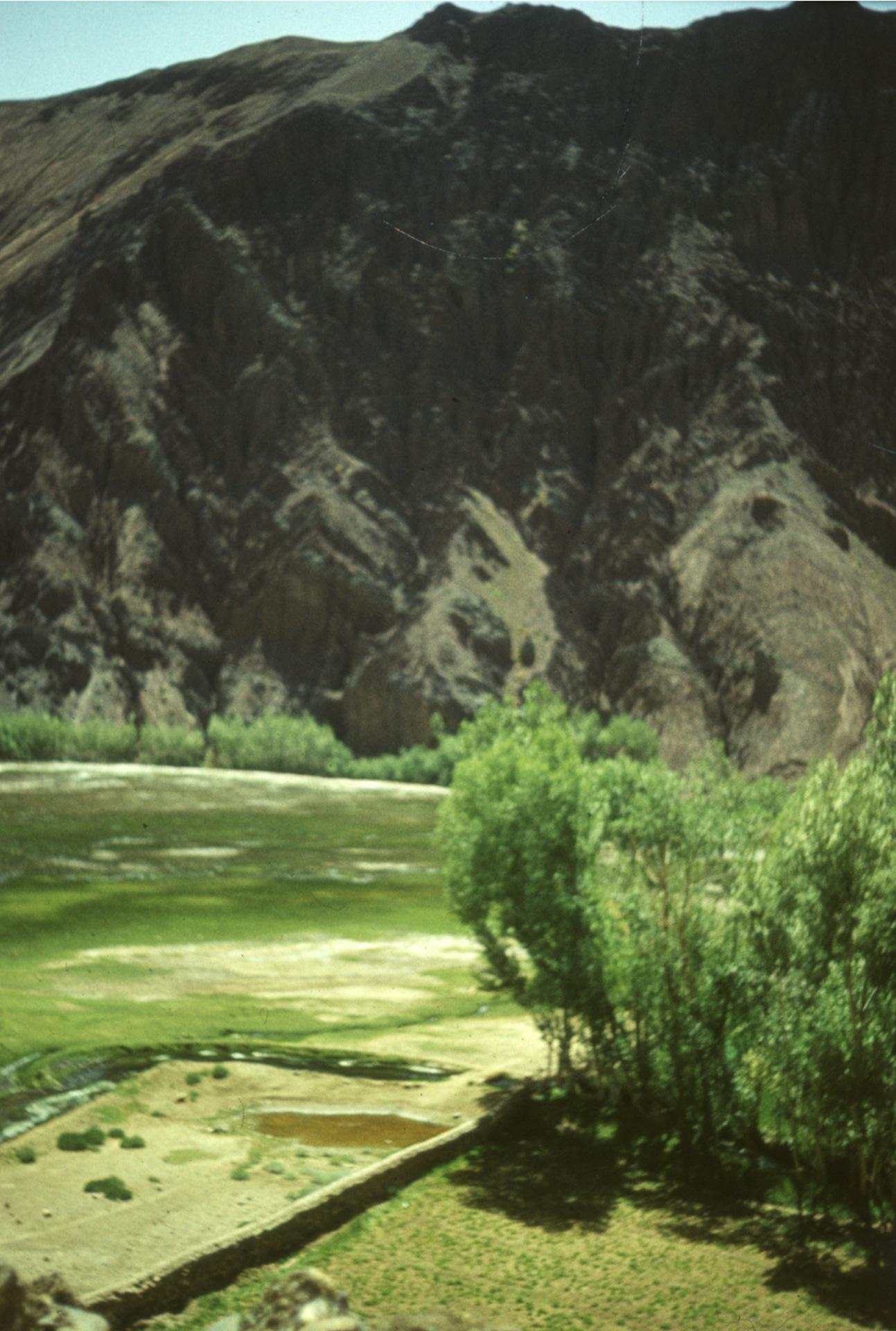
دریای غوربند. ۱۹۷۶

شیخ‌علی زمستان سرد و تابستان بسیار زیبا و دلنواز دارد. سرشاخهٔ دریای غوربند از شیخ‌علی سرچشمه می‌گیرد. آب آن بسیار زلال معروف و معدنی است.

## ترابری

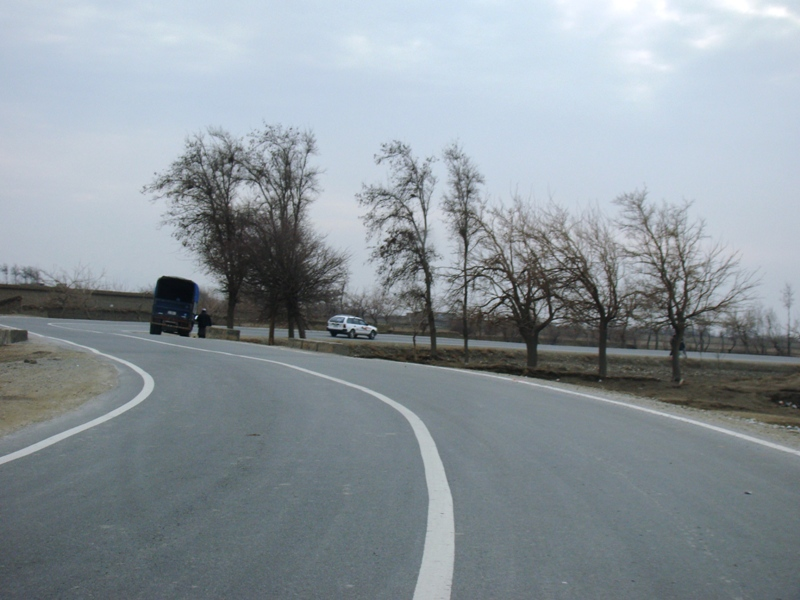
شاهره پروان-بامیان

جادهٔ اصلی ولسوالی شیخ‌علی پخته (آسفالت) می‌باشد و از کابل حدوداً ۱۰۰ کیلومتر فاصله دارد.

## اتفاقات مشهور
1. بهار ۱۲۶۱ش: اعتراض مردم شیخ‌علی به مالیات سنگین عبدالرحمان و محاصره قلعه حاکم آنجا. عبدالرحمان به اقوام همسایه دستور داد به این هزاره‌ها حمله کنند که در این جریان تعداد زیادی از آنان قتل‌عام و اسیر شدند.[۳]